# Антоній Бродовський
Антоній Бродовський (пол. Antoni Brodowski; 26 грудня 1784, Варшава — 31 березня 1832, Варшава) — польський художник, педагог, найбільший представник класицизму в польському живописі.

## Життя і творчість
Учителями А. Бродовського були художники Фелікс Іво Лейхер, Капплер та інші. Навчався живопису також у Парижі в Жака-Луї Давида і Франсуа Жерара.
У 1814 році повертається до Варшави. Після того, як художник здобуває золоту медаль за свою картину «Гнів Саула на Давида», він отримує місце професора малювання та живопису на відділі витончених мистецтв Варшавського університету.
У 1822 році Бродовський вступає до варшавського Товариства друзів науки. Серед учнів художника були Рафал Хадзевич, Ян Непомуцен Гловацький, і Якуба Татаркевича.
Бродовський писав картини за міфологічними та біблійними сюжетами, а також історичні полотна і численні портрети. Обоє його синів — Юзеф і Тадеуш, теж стали художниками.
Антоній Бродовський також є автором теоретичного твору «Що являє собою художня школа» (1824 рік).
У Бродовського навчалась польська художниця Генріка Бейер.

## Обрані полотна
- Портрет Юліана Немцевича

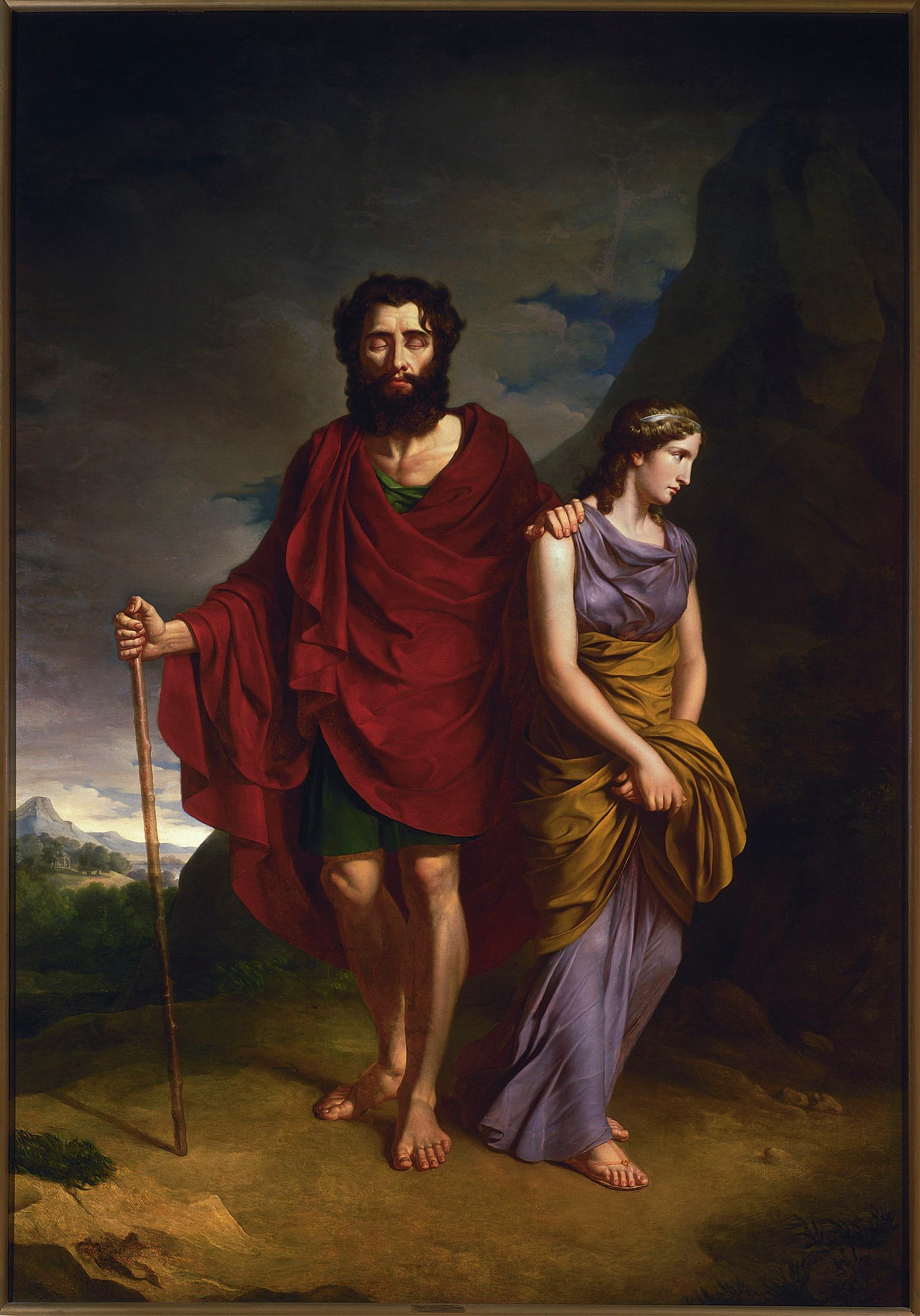
Бродовський А. «Едіп і Антігона»

- Портрет архієпископа Щепана Холовчика (1828)
- Портрет Станіслава Потоцького
- Портрет брата Кароля
- Гнів Саула на Давида
- Едіп і Антігона
- Портрет Юзефа Понятовського
- Паріс у фригійському ковпаку
- Цар Олександр I вручає диплом Варшавському університету
- Портрет Людовика Осиньського
- Портрет Войцеха Богуславського